# Neocryptopteryx metriurus
Neocryptopteryx metriurus är en stekelart som först beskrevs av Maximilian Spinola 1851.  Neocryptopteryx metriurus ingår i släktet Neocryptopteryx och familjen brokparasitsteklar. Inga underarter finns listade i Catalogue of Life.